# 311 (Band)
311 (sprich „Three Eleven“) ist eine Crossover-Band aus Omaha, Nebraska, die Punk mit Reggae, Hip-Hop, Rock und Ska verbindet. Gegründet hat sie sich im Jahr 1988. Die Besetzung ist bis heute unverändert geblieben.

## Geschichte
1997 ging das Gerücht durch die Medien, dass 311 für Ku Klux Klan stehe, da das K der elfte Buchstabe im Alphabet sei und somit „3K“ für „KKK“, sprich Ku Klux Klan, stehe. Die Band bestritt allerdings jegliche Verbindung ihres Bandnamens mit dem rassistischen Geheimbund und erklärte öffentlich dessen wahre Bedeutung: Er stamme von der Nummer einer Vorladung bei der Omaha-Polizei aufgrund unsittlichen Verhaltens in der Öffentlichkeit, nachdem Teile der Band in einem öffentlichen Schwimmbad nackt gebadet hatten.
Ihr bisher größter Erfolg war ihr 1996 erschienenes Album 311 (auch bekannt als The Blue Album), welches Dreifach-Platin erhielt.
Nach dem Erscheinen von Don’t Tread on Me 2005 folgte eine längere Pause. Im Juni 2009 erschien ihr achtes Album Uplifter, das von Bob Rock produziert worden war. Es stieg auf Platz 3 der US-Charts ein und war damit das bislang bestplatzierte Album der Band.
2011 erschien das Album Universal Pulse und 2014 der Nachfolger Stereolithic.
Insgesamt wurden von 1990 bis 2011 in den USA 8,5 Millionen Tonträger verkauft.
Am 23. Juni 2017 erschien das Album Mosaic, welches 17 Tracks enthält und auf dem es eine Mischung aus den älteren, für 311 typischen härteren Reggae-beeinflussten Rock-Sounds mit den zweistimmigen, sich mit Rap-Passagen abwechselnden Harmony Vocals, im Wechsel mit radio-tauglichen modernen Pop-Songs zu hören gibt.

## Diskografie

### Studioalben
| Jahr | Titel Musiklabel                  | Höchstplatzierung, Gesamtwochen, AuszeichnungChartsChartplatzierungen (Jahr, Titel, Musiklabel, Platzierungen, Wochen, Auszeichnungen, Anmerkungen) | Anmerkungen                                                |
| Jahr | Titel Musiklabel                  | US | Anmerkungen                                                |
| ---- | --------------------------------- | --- | ---------------------------------------------------------- |
| 1993 | Music Capricorn Records           | US— GoldUS | Erstveröffentlichung: 9. Februar 1993 Verkäufe: + 500.000  |
| 1994 | Grassroots Capricorn Records      | US193 Gold · (1 Wo.)US | Erstveröffentlichung: 12. Juli 1994 Verkäufe: + 500.000    |
| 1995 | 311 Capricorn Records             | US12 ×3Dreifachplatin · (72 Wo.)US | Erstveröffentlichung: 11. Juli 1995 Verkäufe: + 3.000.000  |
| 1997 | Transistor Capricorn Records      | US4 Platin · (33 Wo.)US | Erstveröffentlichung: 5. August 1997 Verkäufe: + 1.000.000 |
| 1999 | Soundsystem Capricorn Records     | US9 Gold · (13 Wo.)US | Erstveröffentlichung: 12. Oktober 1999 Verkäufe: + 500.000 |
| 2001 | From Chaos Volcano Records        | US10 Gold · (29 Wo.)US | Erstveröffentlichung: 19. Juni 2001 Verkäufe: + 500.000    |
| 2003 | Evolver Volcano Records           | US7 (10 Wo.)US | Erstveröffentlichung: 22. Juli 2003                        |
| 2005 | Don’t Tread on Me Volcano Records | US5 (7 Wo.)US | Erstveröffentlichung: 16. August 2005                      |
| 2009 | Uplifter Volcano Records          | US3 (7 Wo.)US | Erstveröffentlichung: 2. Juni 2009                         |
| 2011 | Universal Pulse ATO Records       | US7 (5 Wo.)US | Erstveröffentlichung: 19. Juli 2011                        |
| 2014 | Stereolithic 311 Records          | US6 (3 Wo.)US | Erstveröffentlichung: 11. März 2014                        |
| 2017 | Mosaic BMG Rights Management      | US6 (2 Wo.)US | Erstveröffentlichung: 23. Juni 2017                        |
| 2019 | Voyager BMG Rights Management     | US18 (1 Wo.)US | Erstveröffentlichung: 12. Juli 2019                        |
| 2024 | Full Bloom BMG Rights Management  | US118 (1 Wo.)US | Erstveröffentlichung: 25. Oktober 2024                     |

### Livealben, Kompilationen, EPs
| Jahr | Titel Musiklabel                          | Höchstplatzierung, Gesamtwochen, AuszeichnungChartsChartplatzierungen (Jahr, Titel, Musiklabel, Platzierungen, Wochen, Auszeichnungen, Anmerkungen) | Anmerkungen                                                           |
| Jahr | Titel Musiklabel                          | US | Anmerkungen                                                           |
| ---- | ----------------------------------------- | --- | --------------------------------------------------------------------- |
| 1996 | Enlarged to Show Detail Capricorn Records | US95 (1 Wo.)US | Erstveröffentlichung: 5. November 1996 EP                             |
| 1998 | Live Capricorn Records                    | US77 (2 Wo.)US | Erstveröffentlichung: 3. November 1998 Livealbum                      |
| 2004 | Greatest Hits ’93–’03 Volcano Records     | US7 Platin · (17 Wo.)US | Erstveröffentlichung: 8. Juni 2004 Kompilation; Verkäufe: + 1.000.000 |
| 2015 | 311 Archive Legacy Recordings             | US126 (2 Wo.)US | Erstveröffentlichung: 30. Juni 2015 Kompilation                       |

Weitere Alben
- 1990: Downstairs (EP)
- 1990: Dammit!
- 1991: Unity
- 1992: Hydroponic (EP)
- 1996: Enlarged to Show Detail: Home Video Bonus EP (EP)
- 1998: Omaha Sessions (Kompilation)
- 1998: 13 Flavor from Past S**t ’93-’98 (Kompilation)
- 2000: Flavors – American Singles (Kompilation)
- 2001: Enlarged to Show Detail 2: Home Video Bonus EP (EP)
- 2004: Greatest Hits ’93-’03 (Kompilation)
- 2004: 311 Day: Live in New Orleans
- 2009: The Road to 311 Day 2008
- 2010: Playlist: The Very Best of (Kompilation)
- 2012: Remixes (EP)
- 2014: Live from New Orleans: 311 Day 2014
- 2014: 311 with the Unity Orchestra
- 2015: Archive (Kompilation)
- 2016: The Essential 311 (Kompilation)
- 2017: Mosaic

### Singles
| Jahr | Titel Album                      | Höchstplatzierung, Gesamtwochen, AuszeichnungChartsChartplatzierungen (Jahr, Titel, Album, Platzierungen, Wochen, Auszeichnungen, Anmerkungen) | Anmerkungen                                                  |
| Jahr | Titel Album                      | US | Anmerkungen                                                  |
| ---- | -------------------------------- | --- | ------------------------------------------------------------ |
| 2004 | Lovesong 50 erste Dates (O.S.T.) | US59 Platin · (20 Wo.)US | Erstveröffentlichung: 13. Februar 2004 Verkäufe: + 1.000.000 |

Weitere Singles
- 1992: Freak Out / My Stoney Baby / Hydroponic
- 1993: Do You Right
- 1993: Visit
- 1994: Homebrew
- 1995: 8:16 A.M. / Omaha Stylee
- 1995: Jackolantern’s Weather / Guns (Are for Pussies)
- 1996: Down (US: Platin)
- 1997: All Mixed Up (US: Platin)
- 1997: Beautiful Disaster (US: Platin)
- 1997: Prisoner
- 1997: Transistor
- 1999: Flowing
- 1999: Come Original
- 2000: Large in the Margin
- 2001: Amber (US: ×3Dreifachplatin + Gold (Mastertone) )
- 2001: I’ll Be Here Awhile
- 2001: You Wouldn't Believe
- 2003: Beyond the Gray Sky
- 2003: Creatures (For a While)
- 2004: First Straw
- 2005: Don’t Tread on Me
- 2009: Hey You
- 2011: Sunset in July
- 2014: Five of Everything
- 2017: Too Much to Think
- 2017: Perfect Mistake
- 2018: Self Esteem
- 2019: Don’t You Worry / Good Feeling
- 2019: Crossfire

### Videoalben
- 2001: Enlarged to Show Detail (US: Platin)
- 2001: Enlarged to Show Detail, Vol. 2 (US: Gold)
- 2004: 311 Day: Live in New Orleans (US: Platin)